# Karla Ureta
Karla Andrea Ureta Farias (Santiago de Chile, Chile, 12 de junio de 1989) es una futbolista chilena que juega como portera. Actualmente juega en Santiago Morning de la Primera División de fútbol femenino de Chile.

## Carrera
Sus inicios comenzaron en un campeonato escolar, iniciando entrenamientos con un preparador de arqueras en el centro Red Fútbol Femenino.
Participa en campeonatos profesionales por el equipo de Santiago Morning. El año 2011 participa en la rama femenina de fútbol de Cobreloa.

## Selección nacional
Fue seleccionada para participar en el sudamericano efectuado en Chile el año 2006, como así para el sudamericano de Brasil el 2008, fue seleccionada para participar en la Copa Mundial Femenina de Fútbol Sub-20 de 2008.

## Clubes
| Club             | País  | Año         |
| ---------------- | ----- | ----------- |
| Santiago Morning | Chile | 2008 - 2010 |
| Cobreloa         | Chile | 2011        |
| Santiago Morning | Chile | 2012 - 2013 |